# Arnajevo
Arnajevo (cyr. Арнајево) – wieś w Serbii, w mieście Belgrad, w gminie miejskiej Barajevo. W 2011 roku liczyła 753 mieszkańców.